# Scotophilus andrewreborii
Scotophilus andrewreborii är en fladdermus i familjen läderlappar som förekommer i östra Afrika. Arten blev 2014 beskriven men den är kanske identisk med Scotophilus colias som är känd sedan 1904. Artepitetet i det vetenskapliga namnet hedrar djuraktivisten Andrew N. Rebori.
Exemplaren blir utan svans 75 till 85 mm långa och svanslängden är 44 till 50 mm. De har 51 till 57 mm långa underarmar, bakfötter som är 9 till 10 mm långa och 9 till 10 mm stora öron. Djuret har röd till rödbrun päls på ovansidan och orange till ljusbrun päls på undersidan med mörkare regioner på hakan och på kroppssidorna. Delar av vingarnas ovansida bär hår och benen samt fötterna saknar hår. Arten har långa hörntänder i över- och underkäken.
Denna fladdermus lever i södra Kenya. Den vistas i savanner och i skogar. Ibland besöks förändrade landskap.
För beståndet är inga hot kända. Hela populationen antas vara stor. IUCN listar arten som livskraftig (LC).